# Die Schlümpfe

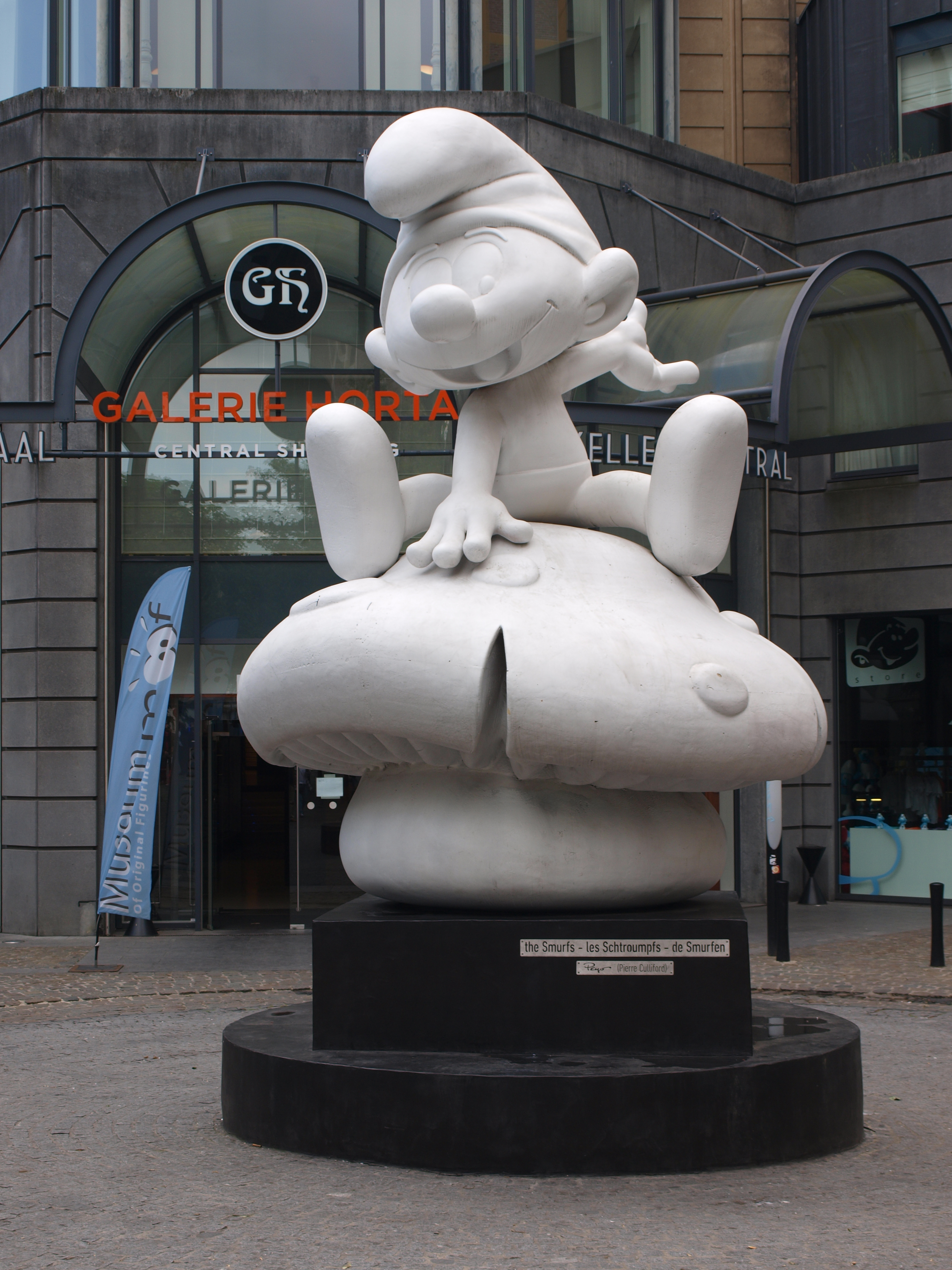
Schlumpfskulptur in Brüssel (bei Galerie Horta)

Die Schlümpfe (im französischsprachigen Original: Les Schtroumpfs) sind Comicfiguren, die 1958 vom belgischen Zeichner und Autor Peyo (Pierre Culliford, 1928–1992) zunächst als koboldartige Nebenfiguren für seine Comicserie Johan et Pirlouit (dt. meist Johann und Pfiffikus) entworfen wurden. Diese erschien damals im Magazin Spirou. Ab 1959 veröffentlichte Peyo dort dann auch eigenständige Comics mit den Schlümpfen.
Ausgehend von den Comics wurden die Schlümpfe rasch populär: zunächst im französischen und niederländischen, ab Ende der 1960er Jahre auch im deutschen Sprachraum und in weiteren europäischen Ländern. Den endgültigen Durchbruch zum internationalen Erfolg erreichten sie mit der TV-Zeichentrickserie, die ab 1981 in den USA produziert und global vermarktet wurde. Parallel dazu sorgten auch PVC-Figuren, Kinofilme, Musikaufnahmen, Hörspiele und Videospiele mit den Schlümpfen für deren wachsende Verbreitung und entsprechende Umsätze. Diese wurden für 2013 weltweit mit 25 Millionen verkauften Comic-Alben, 300 Millionen Figuren, 40 Millionen Schallplatten und CDs sowie 8 Millionen DVDs beziffert. Hinzu kommen zahllose Lizenzen für Produkte mit Schlumpfmotiven.

## Die Schlümpfe in der Originalfassung

### Die Schlümpfe
Die Schlümpfe sind sehr klein (sie passen mühelos in die Hand eines erwachsenen Menschen) und haben eine kräftig blaue Hautfarbe. Peyo äußerte einmal, dass ein Schlumpf in etwa die Größe von drei Äpfeln übereinander habe, was man allerdings nicht wörtlich verstehen sollte, da das originale „haut comme trois pommes“ der deutschen Redewendung „Dreikäsehoch“ entspricht. Sie sind meist einheitlich gekleidet mit weißen Hosen (die in der Art einer Strumpfhose auch die Füße umschließen) und einer weißen phrygischen Mütze. Der Große Schlumpf (Papa Schlumpf) hebt sich von den anderen Schlümpfen durch seinen weißen Vollbart und seine rote Kleidung ab. Alle anderen Schlümpfe sind bartlos. Zu Ausnahmen von der weißen Einheitskleidung, wie beim Gärtnerschlumpf (Strohhut), dem Kochschlumpf (Kochmütze) oder dem Bastelschlumpf (Latzhose), kommt es erst in späteren Alben. Weitere Eigenheiten der Schlümpfe sind ein kleines, blaues Stummelschwänzchen und ihre Sprache, die sich dadurch auszeichnet, dass gewisse Satzbestandteile eher willkürlich durch den Begriff „Schlumpf“ und Ableitungen wie z. B. „schlumpfen“ ersetzt werden. Lieblingsspeise der Schlümpfe ist Sarsaparille, und zwar vorwiegend deren Blätter. Ihre Früchte werden im Deutschen bisweilen mit „Schlumpfbeeren“ übersetzt, vor allem in den Zeichentrickepisoden und Videospielen. Der Große Schlumpf verwendet diverse Teile der Sarsaparille-Pflanze auch zur Herstellung von Salben, Tränken und Arznei.
Der originale Name Schtroumpfs ist nur indirekt eine Wortschöpfung Peyos: Als er einmal beim Essen um den Salzstreuer bitten wollte und ihm der Begriff nicht einfiel, sagte er: „Passe-moi le … le Schtroumpf“ anstelle von: „Passe-moi le sel.“ Wenige Monate später suchte er dann anlässlich ihres ersten Auftritts eine Bezeichnung für seine kleinen blauen Kobolde, und er erinnerte sich an das „Schtroumpf“-Wortspiel. Dass es im Deutschen einen gleichlautenden Begriff namens „Strumpf“ gibt, war ihm dabei nach eigener Aussage nicht bewusst. Der deutsche Name Schlümpfe tauchte erstmals bei der Ausstrahlung der Schwarzweiß-Kurzfilme im Rahmen der Sendung Sport-Spiel-Spannung des Bayerischen Rundfunks Mitte der 1960er Jahre auf. Ihr deutschsprachiges Comic-Debüt gaben die Schlümpfe erst einige Jahre später in Fix und Foxi Nr. 20/1969 innerhalb der Geschichte Prinz Edelhart und die Schlümpfe.

### Die Schlümpfe inJohan et Pirlouit
Peyo, der vom Mittelalter begeistert war, zeichnete einen wesentlichen Teil seiner Comic-Abenteuer vor dem Hintergrund dieser Epoche. So entwarf er ab 1946 Geschichten um den Pagen Johan. Johan, zunächst blond gezeichnet, wurde ab 1952 für eine Veröffentlichung im Magazin Spirou mit schwarzen Haaren dargestellt. In einer anderen, 1953/54 gezeichneten Geschichte um diesen Pagen (Le lutin du bois aux roches, Album 1956) tritt erstmals der kleine quirlige Pirlouit auf, welcher Johan seither treu zur Seite steht. Der blonde Pirlouit war Peyos Lieblingsfigur (Peyo 1990: „Pirlouit était mon personnage préféré. J’aime bien les Schtroumpfs aussi mais mon préféré c’est quand même Pirlouit“ („Pirlouit war meine Lieblingsfigur. Ich mag auch die Schlümpfe, aber ich bevorzuge Pirlouit.“)) Seither heißt die Serie Johan et Pirlouit (Johann und Pfiffikus).
Eine weitere immer wiederkehrende Figur ist der Zauberer Homnibus (ab 1955), der zudem später wie ein Bindeglied zur Welt der Schlümpfe fungiert und so auch in deren Abenteuern ab und zu auftaucht. Ähnlich gestaltet, mit charakteristischem blauem Talar und langem weißem Bart, ist im Übrigen der Zauberer Merlin im Disney-Film Die Hexe und der Zauberer (1963). Am 23. Oktober 1958 traten dann im Rahmen des laufenden Abenteuers La flûte à six schtroumpfs (bei Spirou noch La flûte à six trous) in einer wichtigen Nebenrolle erstmals Les Schtroumpfs (Die Schlümpfe) auf. Mit dramaturgisch ähnlicher Bedeutung sind die Schlümpfe auch in drei weiteren von Peyo gezeichneten Abenteuern mit Johann und Pfiffikus zu sehen. 1970 veröffentlichte Peyo sein letztes Album mit Johan et Pirlouit (Le sortilège de Maltrochu). Nach Peyos Tod produzierte sein Studio vier neue Bände der Serie (von 1994 bis 2001). In zwei davon treten auch die Schlümpfe wieder in Erscheinung.

### Die Schlümpfe im Comic

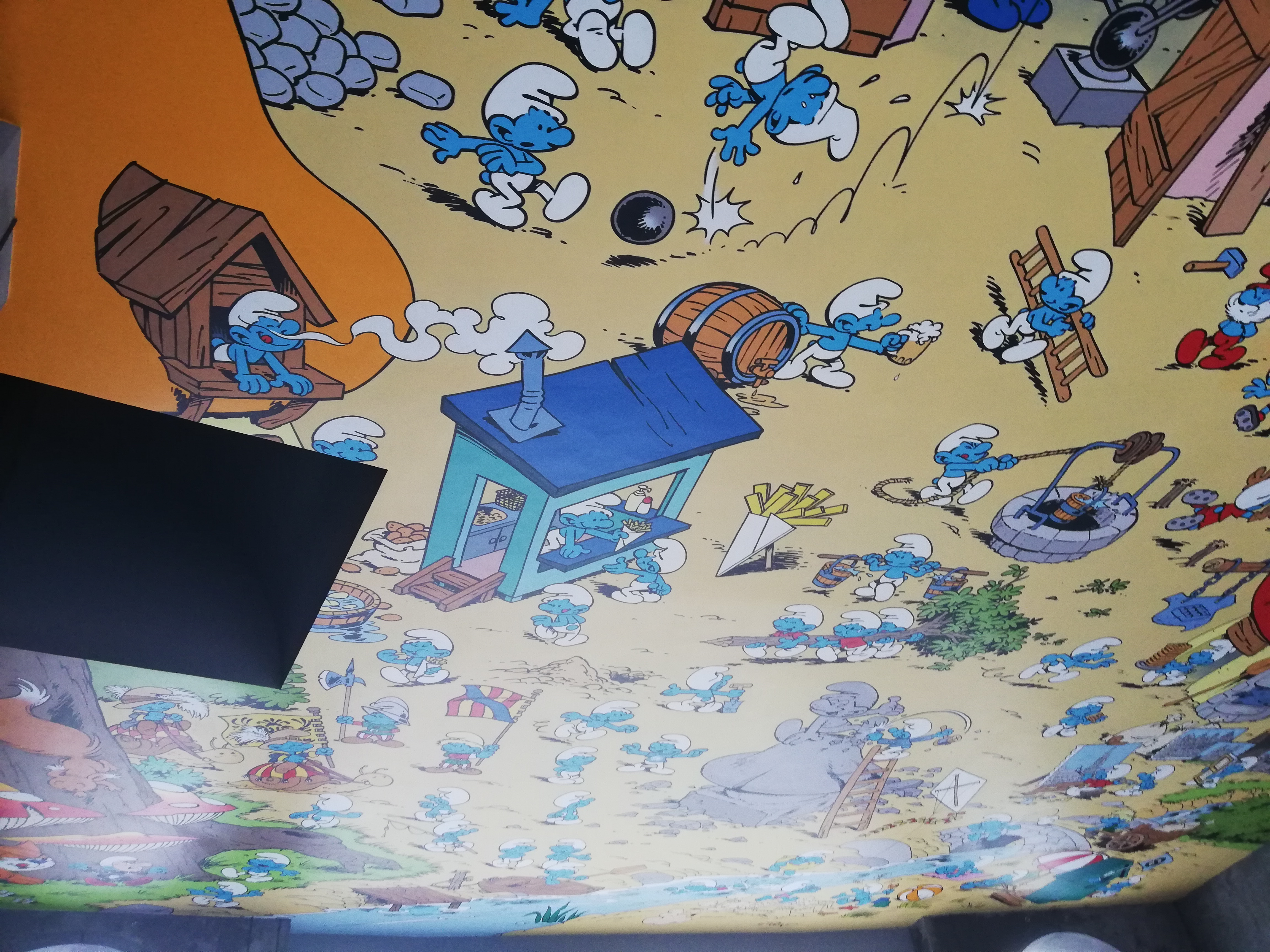
Die Schlümpfe im Rahmen der Comic-Strip-Route in Brüssel, an der Decke einer Passage

1959 schlug Spirou-Chefredakteur Yvan Delporte dem Autor Peyo vor, eine Kurzgeschichte ausschließlich mit Schlümpfen zu zeichnen. Dafür erfanden sie das Format der Mini-récits, kleine Hefte, die man aus einer Doppelseite einer Spirou-Ausgabe selber basteln konnte. Peyo schätzte das Interesse an Schlumpf-Geschichten nur als eine vorübergehende Mode ein. Schließlich widmete sich Peyo, wohl auch wegen der Resonanz vonseiten der Leserschaft, wesentlich stärker den Schlümpfen und gestaltete vorwiegend deren Abenteuer. Diese sechs ersten Geschichten im Miniformat wurden später für die Alben neu gezeichnet. Peyo gilt grundsätzlich als der Schöpfer der Schlümpfe; an den Geschichten arbeiteten in Zeichnung und Text auch Yvan Delporte, Gos und andere mit. Das letzte Schlumpf-Album, an dem Peyo offiziell noch mitwirkte („Der Finanzschlumpf“), erschien 1992 kurz vor seinem Tod.
Seither hat das Studio Peyo mit seinem Sohn Thierry Culliford als kreativem Leiter nahezu jährlich neue Schlumpf-Alben produziert, dazu viele Kurzgeschichten (mit acht oder vier Seiten) sowie 220 Einseiter (Schtroumpferies) und kurze streifenlange Witze. Fünf Alben mit diesen Comic-Strips sind 2007–2012 auf Französisch erschienen, die 2013 noch einmal zu zwei Sammelbänden zusammengefasst wurden (300 gags schtroumpfs 1 & 2). Auf Deutsch sind sie lediglich in Auswahl in der Reihe Schlumpfereien des Toonfish-Verlags enthalten, zusammen mit einigen der neuen Schtroumpferies.
Hinzu kamen außerdem neben den bereits erwähnten vier neuen Johan et Pirlouit-Alben auch noch sieben Bände einer weiteren Serie von Peyo, Benoît Brisefer (dt. Der kleine Winni bzw. Benni Bärenstark). 2017 startete dann eine neue Albenreihe, „Die Schlümpfe und das verlorene Dorf“, in Anlehnung an den gleichnamigen Kinotrickfilm aus demselben Jahr. 2020 begann überdies die kleinformatige Serie „Grandir avec les Schtroumpfs“ (dt. „Groß werden mit den Schlümpfen“), die nach Szenarios von Falzar in einer modernisierten Grafik von Paolo Maddaleni konkrete Sorgen und Ängste von Kindern anspricht, ergänzt um einen pädagogischen Anhang von der Psychologin Diane Drory.

## Die Schlümpfe in Film und Fernsehen

### Der Kinofilm von 1975: Die Schlümpfe und die Zauberflöte
Nach einem Versuch in Schwarzweiß, Anfang der 1960er Jahre durch das Trickstudio Dupuis TVA, und nachdem mit Tim und Struppi, Asterix und Lucky Luke bereits einige frankobelgische Comic-Serien verfilmt worden waren, kamen die Schlümpfe am 24. Dezember 1975 mit der Verfilmung ihrer Debüt-Geschichte La flûte à six schtroumpfs in Belgien ins Kino. Die deutschsprachige Fassung startete im Oktober 1976 in den bundesdeutschen Kinos. Die ursprünglich karge Darstellung des verwunschenen Landes der Schlümpfe erfolgt im Film viel bunter und auch umfangreicher. Im Gegensatz zum Comic bleiben im Film vier Schlümpfe während der Seereise und dem Endkampf gegen Mathieu Torchesac alias Bruno Böse bei Johan. Im Comic verabschieden sich am Ende die Schlümpfe auf einem Feld, im Film findet diese Szene im Schloss statt. Die Filmmusik, mit Einsatz der Flöte, stammt vom dreifachen Oscar-Preisträger Michel Legrand. Einige andere Comic-Geschichten von Johan sind in der ab 1981 produzierten Fernsehserie enthalten, den Schlümpfen kommt dabei im Vergleich zu den entsprechenden Comic-Geschichten (falls sie dort überhaupt vorhanden sind) meist eine größere Rolle zu. Von einem deutschen Anbieter kam die DVD des Films im Februar 2007 heraus (ohne frz. Tonspur).

### Die Schlümpfe (Fernsehserie)
Von 1981 bis 1989 wurden bei Hanna-Barbera die Schlümpfe für das Fernsehen aufbereitet. Zu den insgesamt 272 Episoden zählen auch 18 Folgen mit Johann und Pfiffikus, z. B. Johann und Peewit in Schlumpfhausen. Bei der deutschen Bearbeitung der US-Fernsehserie entstanden dann, bedingt durch kürzere Namen in der US-Version und die erwünschte Synchronisation, kurze Namen für die kleinen Schlümpfe, zum Teil entsprechend den englischen Vorlagen.
Die Darstellung in der Fernsehserie unterscheidet sich in manchen Details von der Comic-Welt der Schlümpfe (seit 1958, derzeit 38 Alben, 5 Alben Schtroumpferies und viele weitere Kurzgeschichten). Nebenfiguren treten auf wie etwa Rotznase (Bolvamel) oder die Hexe Hogatha sowie Opa Schlumpf und Oma Schlumpf, welche nicht in den regulären Alben (Les Schtroumpfs, Schtroumpferies), wohl aber in einigen Kurzgeschichten zu sehen sind (Oma und Opa 1998 in Besuch von Opaschlumpf, Hogatha 1991 in Hogathas Talisman, Rotznase 2000 in Die Schlümpfe und die Riesenmöhren). Im Comic möchte Gargamel bei seinem ersten Auftreten (in Le voleur de Schtroumpfs, dt.: Der gefangene Schlumpf) Gold machen mithilfe eines Zaubers, für den er einen Schlumpf aufkochen muss.
Im Comic bleiben im französischen Original und in der Carlsen-Übersetzung die Benennungen der Schlümpfe von der Fernsehserie unbeeinflusst. Grand Schtroumpf ist der Große Schlumpf, politische Auslegungen der in der deutschen Synchronfassung der Fernsehserie üblichen Bezeichnung Papa Schlumpf sind für den Comic und gegenüber den Autoren daher irrelevant.

### Die Schlümpfe (2011)
Der zweite Kinofilm um die Schlümpfe ist ein US-amerikanischer 3D-Film aus dem Jahr 2011 von Regisseur Raja Gosnell mit einer Mischung aus Real- und Computeranimationsfilm.
Als der böse Zauberer Gargamel die Schlümpfe aus ihrem Dorf verjagt, flieht eine Gruppe versehentlich in die reale Welt. Allein auf sich selbst gestellt, versuchen die Schlümpfe sich im Großstadtdschungel von New York zurechtzufinden. Auf dem Weg lernen sie zwei Menschen kennen, gespielt von Neil Patrick Harris und Jayma Mays, die ihnen helfen.
Aus Anlass der Premiere des Films wurden in Júzcar (Spanien) zu Marketingzwecken alle Fassaden des Dorfes blau gefärbt. Die Einwohner haben Ende 2011 für eine Beibehaltung der Blaufärbung gestimmt, damit gilt Júzcar als das erste Schlumpfdorf der Welt.

### Die Schlümpfe 2 (2013)
Dieser Kinofilm aus dem Jahr 2013 ist die Fortsetzung des 2011 erschienenen ersten Teils Die Schlümpfe.
Der böse Zauberer Gargamel erschafft die beiden schlumpfartigen, aber unartigen Wesen Hauie und Zicki, genannt die Lümmel, um an die magische Schlumpf-Essenz zu gelangen. Als er erkennt, dass nur ein echter Schlumpf ihm seinen Wunsch erfüllen kann, entführt er kurzerhand Schlumpfine nach Paris. Während die Lümmel versuchen, Schlumpfine auf ihre Seite zu ziehen, machen sich Papa Schlumpf, Clumsy, Muffi und Beauty auf in die Welt der Menschen, um Schlumpfine zu retten.

### Die Schlümpfe – Das verlorene Dorf (2017)
Am 26. März 2017 kam der Reboot Die Schlümpfe – Das verlorene Dorf in die Kinos, am 6. April auch in Deutschland. Im Unterschied zu seinen beiden Vorgängern basiert dieser Film ausschließlich auf Computeranimation, ohne menschliche Darsteller. Regie bei der Produktion von Sony Pictures Animation führte Kelly Asbury.

### Die Schlümpfe (2021)
In Anlehnung an den Kinofilm Die Schlümpfe – Das verlorene Dorf entstand ab 2021 in Frankreich und Belgien eine neue Animationsserie. Die Erstausstrahlung begann am 16. Mai 2021 in Belgien bei La Trois. In Deutschland wird die Serie seit 16. April 2022 bei KiKa gezeigt.
Die erste Staffel besteht aus 52 Kurzgeschichten mit einer Länge von jeweils knapp 12 Minuten, die in 26 Doppelfolgen zusammengefasst sind. Drei Doppelfolgen bestehen jeweils aus Teil 1 und Teil 2 einer längeren Geschichte.
Im Universum der neuen Serie sind lediglich die ursprünglichen Comicgeschichten sowie der Film Die Schlümpfe – Das verlorene Dorf Kanon. Die Zeichentrickserie von 1981 sowie die Kinofilme von 2011 und 2013 werden ignoriert.

### Die Schlümpfe: Der große Kinofilm (2025)
Die Zauberer Gargamel und sein Bruder Razamel entführen Papa Schlumpf aus Schlumpfhausen. Die Schlümpfe machen sich auf, um Papa Schlumpf zu befreien.
Der überwiegend als Animationsfilm realisierte Film ist mit Versatzstücken aus der realen Welt kombiniert. Paris mit seinem ikonischen Eiffelturm ist prominent abgebildet. Songs von Rihanna sind Bestandteil des Films. Sie leiht der Figur Schlumpfine im Englischen auch ihre Stimme.

## Die Schlümpfe und ihre Welt

### Die Schlümpfe und das Schlumpfdorf

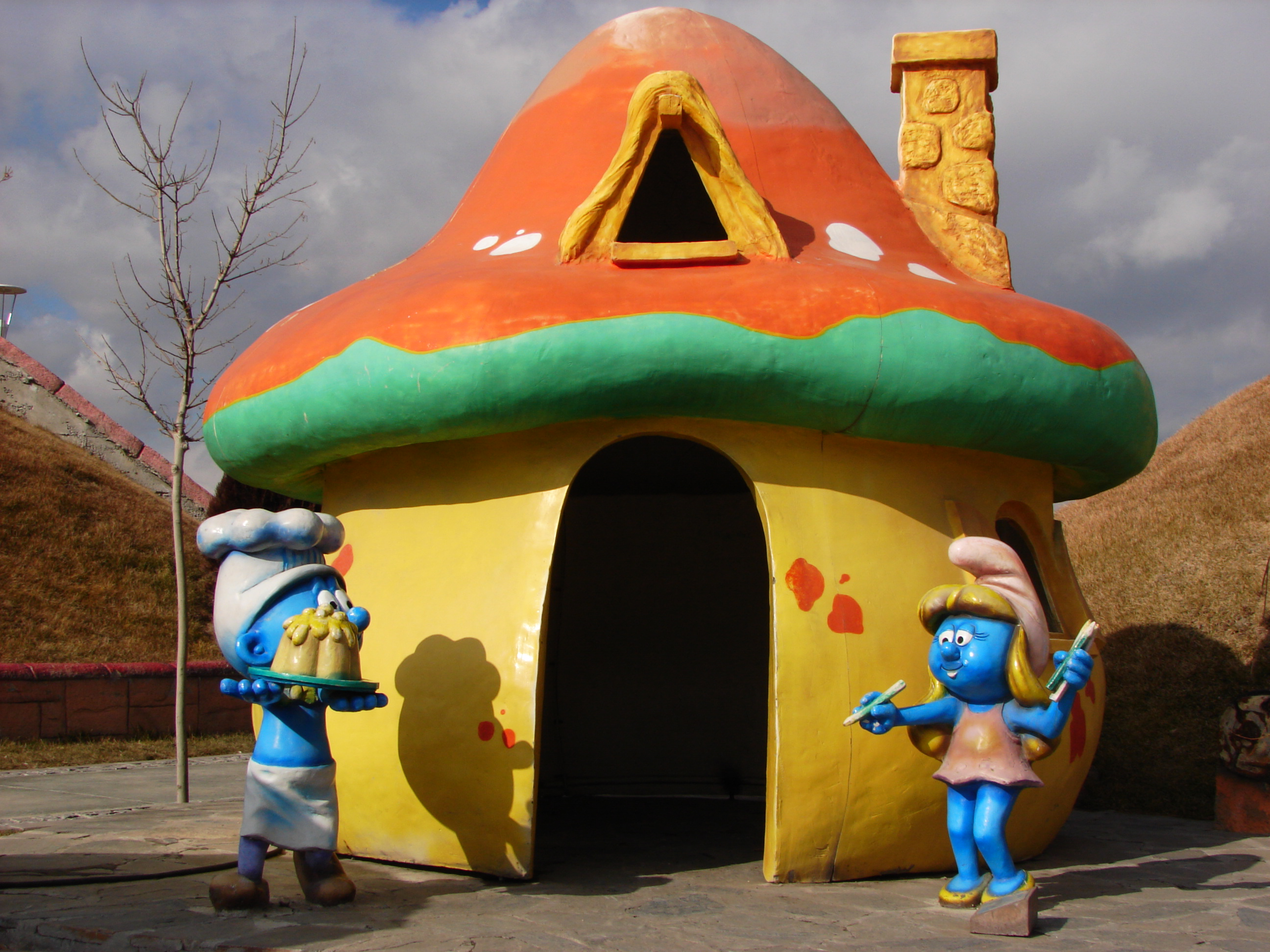
Schlumpfhaus (im Vergnügungspark Ankara, 2007)

Die Schlümpfe leben im Schlumpfdorf (Schlumpfhausen) im Verwunschenen Land. Die anfänglich karge Darstellung (La Flûte à 6 schtroumpfs 1958, Le Pays maudit 1961) des Landes wich später dichtem Wald, dessen üppige Vegetation die Schlümpfe vor dem in der Nähe wohnenden Hexenmeister Gargamel schützt. Schlümpfe können sich nach Interesse oder Neigung ausleben. Manche Aspekte der Zivilisation wie Zahlungsmittel, Zeitungswesen, Armut oder Religion sind ihnen unbekannt oder werden nur kurzzeitig und meist erfolglos ausprobiert. Manche Schlümpfe treten immer wieder auf (Brillenschlumpf, Witzboldschlumpf, Bastelschlumpf), andere treten nur für die Dauer einer Geschichte auf (Finanzschlumpf, Doktorschlumpf, Schtroumpf reporter), erkennen den Unsinn ihres Tuns und verschwinden wieder in ihre Anonymität.
Im Land der Schlümpfe gibt es zunächst nur einen Menschen, den Hexenmeister Gargamel mit seinem Kater Azraël. Der Name dafür, Le pays maudit (dt. bei Kauka: „Verwunschenes Land“, Carlsen: „Verwünschtes Land“), bleibt vorwiegend auf die Zeit vor 1962 beschränkt. In den Alben bis 1992 gilt das Schlumpfdorf als weit abgelegen und schwierig oder gar nicht erreichbar, der Kontakt zur Außenwelt ist auf wenige Menschen (Johan, Homnibus) eingegrenzt.
Wie auch immer man die Struktur in der Schlumpfpopulation auffassen mag: Sie sind fleißig und bauen Brücken und Staudämme. Die Schlümpfe bzw. der Große Schlumpf wissen, wie man Zauberflöten mit sechs Löchern herstellt. Sowohl der Große Schlumpf (Papa Schlumpf) als auch Gargamel sind fähige Alchemisten. Häufig ist es der Große Schlumpf, welcher sich sowohl Gargamel als auch dem außerhalb des verwunschenen Landes lebenden Zauberer Homnibus gegenüber als der bessere Magier erweist. Zu Fehlversuchen und Laborexplosionen kommt es bei allen. Das einzige weibliche Mitglied der Gemeinschaft scheint Schlumpfine zu sein.
- Politik: Die Comic-Abenteuer liefern durchaus einige Ansätze für politische Auslegungen oder Interpretationen, von den Autoren wurde bislang nichts davon bestätigt (siehe die Alben Le Schtroumpfissime (1964) und La Menace Schtroumpf (2000)).

- Bei der Kommunikation mit den Menschen, bei Reisen aus dem Verwunschenen Land hinaus oder zum Transportieren von Schlumpfbabys kommen den Schlümpfen Störche zu Hilfe.

- Gebäude: In den ersten Geschichten gleichen die Behausungen der Schlümpfe ausgehöhlten Pilzen. Spätere Darstellungen lassen auf nachgebaute Pilze schließen.

### Sprache der Schlümpfe
Schlumpfsprache (Le langage schtroumpf) nennt man die Sprechweise der Schlümpfe. Um eine eigentliche fiktionale Sprache handelt es sich nicht, sondern nur um das Einfügen des Wortes „Schlumpf“ anstelle des richtigen Wortes. Beispiele: „Heute haben wir richtig schlumpfiges Wetter“, „Schlumpf hier nicht so rum!“ oder „Der Schlumpf im Haus erspart den Zimmerschlumpf“. Es werden auch bewusst komische Momente erzielt. So sagt etwa ein ansonsten unbekleideter Schlumpf, der sein Handtuch abgeben soll: Mais … Grand Schtroumpf, on va voir mon schtroumpf ! (1968, Les Schtroumpfs et le Cracoucass; dt. etwa „Aber … Großer Schlumpf! Dann sieht man doch meinen Schlumpf!“).
Die Schlumpfsprache kommt den sprachschöpferischen Neigungen junger Leser entgegen. Ähnlich wie selbst erfundene Geheimsprachen schafft sie ein Gruppengefühl und führt dazu, dass die Leser sich den Schlümpfen verbunden fühlen (schließlich sprechen sie ja die „Sprache“ der Schlümpfe). In den Alben ist die Schlumpfsprache den Schlümpfen vorbehalten. Während daher die Kommunikation mit den Schlümpfen für die Menschen in den Comic-Geschichten oft recht schwierig ist, kann der Leser eines Albums der Sprache oder den Geschehnissen meist leicht folgen.
Allerdings wird in den jüngeren deutschen Bearbeitungen bei Carlsen oder Bastei das Wort „Schlumpf“ häufiger eingebracht, als es die Originalfassung vorsieht. Es kommt auch vermehrt zu Wortschöpfungen. So werden Texte aus Les Schtroumpfs noirs (Albenversion von 1963, jeweils Blatt 2, der Große Schlumpf hat mit einem faulen Schlumpf zu tun), Ou est encore passé ce fainéant? und Et va plutôt me ser une grande perche dans la forêt!, bei Carlsen zu „Wo steckt der Schlumpfpelz jetzt wieder?“ und „Schlumpf mir lieber einen Schlumpf aus dem Wald!“ In La Schtroumpfette (1966) wird, nachdem Schlumpfinchen einen Schlumpf küsst, C’est comme ça qu’on attrape des microbes zu „Alles voller Schlumpfzillen“ (Blatt 8) und Il faudrait des volontaires pour l’accompagner zu „Wir brauchen Schlumpfwillige“.

### Anzahl der Schlümpfe
Über die Anzahl der Schlümpfe divergieren die Darstellungen der Autoren und die Auffassungen der Leser. Während letztere auf vielen Webseiten und Fandarstellungen dazu neigen, Schlümpfe akribisch zusammenzuzählen, was mit Oma Schlumpf, Opa Schlumpf (die in den 25 eigentlichen Comic-Alben nie aufgetreten sind), Schlumpfinchen, Sassette, Babyschlumpf und dem Wilden Schlumpf (auch Tarzan Schlumpf) zu einer Anzahl von 106 führt, haben die Autoren keinen Zweifel daran gelassen, dass es für sie eine Gemeinschaft von 100 Schlümpfen ist (dokumentiert 1962 in Le centième Schtroumpf, 1964 in Le Schtroumpfissime, 1969 in Le cosmoschtroumpf, 1995 in Le Schtroumpfeur de Bijoux sowie im Interview 2003 mit Luc Parthoens, Autor und Zeichner aus dem Studio Peyo, anlässlich der Albumherausgabe von Le Schtroumpf reporter). Aus dem Parthoens-Interview geht auch die für die Dramaturgie bedeutende und notwendige Existenz anonymer Schlümpfe hervor.

## Deutsche Übersetzungen und Bearbeitungen

### Die Schlümpfe im Kauka-Verlag
Rolf Kauka veröffentlichte 1968 in seinen Fix-und-Foxi-Heften erstmals Johan-Abenteuer in deutscher Sprache (auf Titelbildern von Der heitere Fridolin war sein Kopf bereits um 1960 zu sehen). Johan, Pirlouit und seine Ziege Biquette heißen bei Kauka Prinz Edelhart, Kukuruz (der Spitzname „Kuckuck“ wird selten gebraucht) und Ricki. Die Schlümpfe gab es dann ab 1969. Kauka veröffentlichte deren Abenteuer als Fortsetzungsgeschichten in seinen Fix-und-Foxi-Heften, als Alben sowie umformatiert im Taschenbuchformat. Für seine erste Solo-Veröffentlichung der blauen Gnome, Die große Schlumpf-Schau (1970, FF super 35), hat er 40 Seiten Schlumpf-Comic mit selbst produzierten Zeichnungen (die nicht von Peyo stammen) in schlechter bzw. spürbar anderer Qualität um vier Seiten gestreckt sowie eigene Titelbilder anfertigen lassen. Da Kauka bereits mehrere Schlumpf-Geschichten zur Verfügung hatte, benannte er sie in Geschichten, in denen sie bei Peyo noch namenlos waren. In Les schtroumpfs noirs beispielsweise erwischt der Große Schlumpf einen faulen Schlumpf, Kauka nannte den von dieser Geschichte an Gammelschlumpf. Bei Peyo und Delporte erhielt der mit Faulheit assoziierte Schlumpf erst in einem später gezeichneten Abenteuer seinen Namen.
Vom FF super 35 abgesehen ist der Comic-Teil der langen Schlumpf-Geschichten hier etwas ungenau, aber inhaltlich mehr oder minder korrekt übersetzt. Anders als bei Bastei oder Carlsen hat man bei Kauka die Schlumpf-Sprache nicht stärker betont. Bedingt durch das Formatieren in Fortsetzungsgeschichten fehlt gelegentlich der obere Streifen eines Blatts. Außerhalb des Comic-Teils sind immer wieder von Kauka-Zeichnern angefertigte Schlümpfe oder sonstige Nebenfiguren zu sehen. Es existieren auch Titelblätter mit Schlümpfen und Fix, Foxi oder Lupo. Weiterhin wurden ab 1975 aus Peyos Material, versehen mit Ergänzungen von Kauka, eigene Kurzabenteuer über die Schlümpfe gestaltet.
Kauka dürfte auch etwas Einfluss auf die deutsche Synchronfassung der Verfilmung zu La Flûte à 6 schtroumpfs von 1976 gehabt haben: Zu Beginn stellt sich Pirlouit als Erzähler mit seinem Kauka-Namen Kukuruz vor, während er im weiteren Verlauf des Films Pfiffikus heißt. Im Vorspann ist auch die Information „Die Schlümpfe schlumpfen jede Woche in Fix und Foxi“ enthalten. Im Zuge der Kinoaufführung brachte ab November 1976 der Kauka-Verleger Gevacur (Schweiz) vier Schlumpf-Alben heraus. Das zweite, Die Schlümpfe und die Zauberflöte (von 60 auf 56 Seiten gekürzt, der Comic zum Film), erschien Anfang Januar 1977.

### Schlümpfe ab 1979, vorwiegend bei Carlsen und Bastei
Ab 1979 bis Anfang der 2000er-Jahre verlegte vorwiegend der Carlsen-Verlag die Alben mit den Abenteuern der Schlümpfe sowie des Pagen Johan (Johann und Pfiffikus bei Carlsen) auf Deutsch. Die ersten 13 regulären Bände, welche in der Aufmachung weitgehend den französischen Original-Alben entsprachen, erschienen bei Carlsen von 1979 bis 1989 und waren bis auf kleine Abweichungen chronologisch sortiert. Anders die Alben mit Johann und Pfiffikus: Hier gab man zunächst den späten Episoden den Vorzug, in denen die Schlümpfe mit von der Partie sind. Erst danach wurden auch die früheren Geschichten nachgereicht, vorerst unter Verzicht auf die ersten beiden Alben. Nachdem von 1992 bis 1995 einige weitere Bände im Bastei-Verlag erschienen, legte Carlsen die Schlümpfe-Alben ab 1996 größtenteils neu auf, jedoch ab Band 11 in anderer Abfolge und um fünf neue Titel ergänzt.
Von 1982 bis 1984 erschien bei Carlsen zudem eine über Kioske vertriebene Schlumpf-Reihe (zwölf Ausgaben, ab Nr. 3 mit dem Label semic, jeweils 44 Seiten Comic) mit gelben Umschlägen, in denen das Material der normalen Ausgaben (teilweise 60 Seiten Comic) in anderer Zusammenstellung nachgedruckt wurde.
1983 veröffentlichte der Favorit Verlag Rastatt eine vierteilige Kinderbuch-Ausgabe Die Schlümpfe am Meer, … im Wald, … im Schnee, … im Regen, (dicker Einbandkarton, vier Karton-Innenseiten, gebunden, Licensed by S.E.P.P, Brussels, © 1983 by PEYO).
Die Kurzgeschichten aus dem Studio Peyo und die Schtroumpferies wurden in Deutschland vorwiegend im Magazin Die Schlümpfe bei Bastei, 1991–2002, publiziert. Bastei verlegte daneben zum Teil auch den klassischen Albenstoff. Im Gegensatz zu letzteren (Geschichten aus den ersten Schlumpf-Alben wurden mehr als ein halbes Dutzend Mal auf Deutsch verlegt) wurden die Schtroumpferies und die Kurzgeschichten bislang zum Großteil nur in dieser Form in deutscher Sprache herausgebracht.

### Deutsche Bearbeitungen ab 2005
In der gut vertriebenen Reihe Klassiker der Comic-Literatur (ausgewählt vom F.A.Z.-Feuilleton Frankfurter Allgemeine, Verleger: Panini) beschäftigt sich der 2005 erschienene Band 14 mit den Schlümpfen. Neben einigen alten Abenteuern, die bereits von Kauka oder Carlsen verlegt wurden, enthält das Buch auch drei sonst kaum zugängliche Geschichten aus dem Jahr 2000. In der Übersetzung wurden teilweise die Benennungen aus der dt. Synchronfassung der Fernsehserie benutzt. Der redaktionelle Teil enthält keine ins Detail gehenden Informationen über die Schlümpfe, die ein Leser nicht auch aus den Geschichten, die im Buch enthalten sind, entnehmen kann. Für die im Jahr 2000 entstandenen Abenteuer wird der 1992 verstorbene Peyo als Szenarist und Zeichner genannt, die Geschichten enthalten die seit seinem Tod übliche ©-Peyo-Signatur.
Von Ende 2005 bis August 2009 veröffentlichte Panini alle zwei Monate die Zeitschrift SCHLUMPF MAG. Entgegen dem Untertitel Comics, Rätsel, Spiel enthielt die Zeitschrift keine der üblichen Comics, sondern nur illustrierte Geschichten und anderes Material. Jedoch brachte die Zeitschrift unter dem Titel Comic-Ecke eine ältere ummontierte und stark gekürzte Comic-Episode. Die verbleibenden Zeichnungen wurden dabei ohne Sprechblasen mit einem zugehörigen Text in Prosa gedruckt (siehe Comic).
2008 publizierte Panini in zweimonatlicher Erscheinungsweise auch drei Ausgaben des SPECIAL SCHLUMPF MAG. Hier waren pro Heft etwa 28 Seiten Comics (Schtroumpferies und Kurzgeschichten aus den 1990er Jahren) enthalten.

### Neustart bei Toonfish ab 2011
Seit 2011 erscheinen sämtliche Alben der Hauptserie Die Schlümpfe in neuer Bearbeitung bzw. als deutschsprachige Erstveröffentlichungen bei Toonfish, dazu noch die Nebenserien Die Welt der Schlümpfe (ausgewählte Kurzgeschichten vorwiegend aus den 90er-Jahren) und Die Schlümpfe & das verlorene Dorf nach dem gleichnamigen Animationsfilm. Hinzu kommen die Schlumpfereien, eine Auswahl der Schtroumpferies-Einseiter und Gagstrips ebenfalls aus den 90ern, sowie sechs Alben im Kleinformat, die die Mini-récits von 1959–62 in deutscher Erstveröffentlichung präsentieren. Schließlich wurde dort auch die vierbändige Schlümpfe Kompaktausgabe veröffentlicht, die all die klassischen Geschichten der blauen Zwerge von 1959–1988 umfasst, an denen Peyo selber beteiligt war, versehen mit Hintergrundinformationen sowie weiterem Bildmaterial.
In der Toonfish-Version werden – dem Vernehmen nach auf Verlangen des Lizenzgebers – die Namen der Schlümpfe zum größten Teil aus der Fernsehserie übernommen. So wird der Große Schlumpf zu Papa Schlumpf oder der Brillenschlumpf zu Schlaubi. In einigen Geschichten werden die alten Kauka-Namen als eine Art Nachname benutzt. Zum Beispiel stellen sich Muskelschlumpf und Bastelschlumpf in der Geschichte Die Schlümpfe und das allwissende Buch letzterem als „Mein Name ist Hefty, der Muskelschlumpf“ und „Ich bin Handy, der Bastelschlumpf“ vor.

### Probleme bei den Übersetzungen
Die Übersetzungen bei Carlsen, Bastei oder sonstigen Verlagen sind gelegentlich identisch und unterscheiden sich nur in der unterschiedlichen Benennung einzelner Schlümpfe oder in der jeweils aktuellen Rechtschreibung (in diesem Sinne stimmen die Bearbeitungen von Le cosmoschtroumpf, 1969, bei Carlsen und Bastei überein). Von Kauka wurden die Bezeichnungen „Schlümpfe“ und „Gurgelhals“ übernommen. In den Veröffentlichungen ab 1995 hat auch bei Carlsen der Zauberer seinen Originalnamen „Gargamel“ zurückbekommen.
Manchmal enthält der Originaltext unübersetzbare Feinheiten der Aussprache auf Französisch.
Gelegentlich kommt es wegen Unkenntnis zu mangelhafter Bearbeitung. So wird, als die Schlümpfe in Le Schtroumpfeur de Bijoux (1995) bei Homnibus niemanden vorfinden, der Satz Pas même l’ombre d’un Olivier bei Carlsen annehmbar zu „Nicht mal der Schatten von Oliver“, bei Bastei (anscheinend in Unkenntnis der Johan-Abenteuer und deren Nebenfiguren) zu „Nicht mal der Schatten eines Olivenbaums“.
Manche Mängel sind auch ohne Kenntnis des Originaltextes erkennbar: In der Bastei-Version von La Schtroumpfette (1966) erhalten Schtroumpf Farceur und Schtroumpf Volant (bei Kauka der „Witzboldschlumpf“ und der „fliegende Schlumpf“) beide den Namen „Überraschungsschlumpf“. Während im Original Schtroumpf Farceur dem Schtroumpf Volant eine Torte stiehlt, muss man in der Bearbeitung wohl davon ausgehen, dass der Überraschungsschlumpf sich selbst die Torte wegnimmt und in einer Gerichtsverhandlung als Verteidiger und zugleich auch noch als Geschworener agiert.

### Benennungen im Original und den deutschen Bearbeitungen (Auswahl)
| Original (mit Erstauftritt) | deutsch (Rolf Kauka)                               | deutsch bei Bastei (B), Carlsen (C) und Toonfish (T)                                                        | außerhalb des Comic (Fernsehen, Lieder, engl. oder dt.)              |
| --- | -------------------------------------------------- | --- | -------------------------------------------------------------------- |
| Grand schtroumpf (ab 1958, La Flûte à 6 schtroumpfs) | Großer Schlumpf (ab 1969)                          | Großer Schlumpf (B, C), Papa Schlumpf (T)                                                                   | Papa Schlumpf                                                        |
| Le pays maudit (ab 1958, La Flûte à 6 schtroumpfs) | Das verwunschene Land (ab 1969)                    | Das verwünschte Land (B, C), Das verwunschene Land (T)                                                      | Schlumpfenland (Pop-Songs der 90er Jahre)                            |
| Village schtroumpf (ab 1958, La Flûte à 6 schtroumpfs) | Schlumpfdorf (ab 1969)                             | Schlumpfdorf (B), Schlumpfhausen (T)                                                                        | Schlumpfhausen (Lied der Schlümpfe, ab 1978)                         |
| Schtroumpf farceur (ab 1959, Les Schtroumpfs noirs) | Witzboldschlumpf (ab 1969)                         | Überraschungsschlumpf (B, C), Jokey, der Witzboldschlumpf (T)                                               | Jokey                                                                |
| Schtroumpf à lunettes (ab 1959, Les Schtroumpfs noirs) | Brillenschlumpf (ab 1969)                          | Brillenschlumpf (B), Moralschlumpf (C), Schlaubi, der Brillenschlumpf (T)                                   | Schlaubi                                                             |
| Schtroumpf bêta (ab 1959, Les Schtroumpfs noirs) | Dummschlumpf (ab 1970)                             | Dummkopfschlumpf (B), Clumsy, der Schusselschlumpf (T)                                                      | Clumsy, Trotteli (ZDF-Synchronisation)                               |
| Gargamel; sorcier (ab 1959, Le voleur de Schtroumpfs) | Gurgelhals (ab 1969)                               | Gurgelhals (B, C), Gargamel (C, T)                                                                          | Gargamel                                                             |
| Azraël (ab 1959, Le voleur de Schtroumpfs) | Uriel (ab 1969)                                    | Azrael | Azrael                                                               |
| Salsepareille (ab 1959, Le voleur de Schtroumpfs) | Siebenwurz(kraut) (ab 1969)                        | Sarsaparille (C, T), Sarseparille (B)                                                                       | Smurfberrys (englisch), Schlumpfbeeren (deutschsprachiges Fernsehen) |
| Schtroumpf grognon (ab 1960, L’oeuf et les Schtroumpfs) | Miesepeterschlumpf (ab 1970)                       | Griesgramschlumpf (B), Brummschlumpf (C), Muffi, der Meckerschlumpf (T)                                     | Muffi                                                                |
| Schtroumpf bricoleur (ab 1962, Le centième Schtroumpf) | Erfinderschlumpf (1971), Mechanikerschlumpf (1973) | Bastelschlumpf (B, C), Handy, der Bastelschlumpf (T)                                                        | Handy                                                                |
| Schtroumpf coquet (ab 1962, Le centième Schtroumpf) | Modeschlumpf                                       | Eitler Schlumpf (B, C), Beauty, der Eitelschlumpf (T)                                                       | Beauty                                                               |
| Schtroumpf paresseux (ab 1962, Le centième Schtroumpf) | Gammelschlumpf                                     | Schlafschlumpf (B, C), Fauli, der Schlafschlumpf (T)                                                        | Fauli                                                                |
| Schtroumpf gourmand (ab 1962, Le centième Schtroumpf) | Leckerschlumpf                                     | Feinschmeckerschlumpf (B), Tortenschlumpf (C), Torti, der Leckerschlumpf (T)                                | Torti                                                                |
| Schtroumpf musicien (ab 1962, Le centième Schtroumpf) | Musikschlumpf                                      | Musikschlumpf, Trompetenschlumpf (C), Harmony, der Trompeterschlumpf (T)                                    | Harmony                                                              |
| Schtroumpfissime (1964) | Oberschlumpf                                       | Schlumpfissimus                                                                                             | King Smurf                                                           |
| Schtroumpf costaud (ab 1964, Le Schtroumpfissime) | Muskelschlumpf                                     | Muskelschlumpf, starker Schlumpf (C), Hefty, der Muskelschlumpf (T)                                         | Hefty                                                                |
| Schtroumpfette (ab 1966) | Schlumpfinchen                                     | Schlumpfinchen (B), Schlumpfine (C, T)                                                                      | Smurfette (englisch), Schlumpfine (deutschsprachiges Fernsehen)      |
| Schtroumpf poète (ab 1966, La Schtroumpfette) | Dichterschlumpf                                    | Dichterschlumpf (B, C), Poeti, der Dichterschlumpf (T)                                                      | Poeti                                                                |
| Schtroumpf Pâtissier (Schtroumpf Boulanger) (ab 1968, Pâques schtroumpfantes)                                                                                               |                                                    | Bäckerschlumpf                                                                                              |                                                                      |
| Schtroumpf paysan (ab 1969, Le schtroumpfeur de pluie) | Gärtnerschlumpf                                    | Bauernschlumpf (B, C), Farmy, der Gärtnerschlumpf (T)                                                       | Farmi                                                                |
| Schtroumpf frileux (ab 1971 in Einseitern) | Frierschlumpf                                      | Frösti (T)                                                                                                  | Sneezy Smurf (englisch), Kranki (deutschsprachiges Fernsehen)        |
| Schtroumpf sculpteur (ab 1972 in Einseitern) | Bastelschlumpf                                     | Bildhauerschlumpf (T)                                                                                       |                                                                      |
| Schtroumpf cuisinier (Koch; ab 1976, La soupe aux Schtroumpfs) |                                                    | Kochschlumpf (T)                                                                                            |                                                                      |
| P'tits schtroumpfs (im Comic ab ca. 1988, Les p'tits schtroumpfs, in dem Band werden drei Schlümpfe wieder in Kinder verwandelt und müssen ihre Kindheit erneut durchleben) |                                                    | Minischlümpfe                                                                                               | Schlumpflinge                                                        |
| Schtroumpf Colérique (im Comic ab ca. 1988, Les p'tits schtroumpfs) |                                                    | Cholerischer Schlumpf, Zornschlumpf (T), Forschi (nach der Rückverwandlung in einen Schlumpfling) (T)       | Forschi                                                              |
| Schtroumpf Molasson (im Comic ab ca. 1988, Les p'tits schtroumpfs) |                                                    | Gleichgültiger Schlumpf, Schlaffschlumpf (T), Schlaffi (nach der Rückverwandlung in einen Schlumpfling) (T) | Schlaffi                                                             |
| Schtroumpf Nature (im Comic ab ca. 1988, Les p'tits schtroumpfs) |                                                    | Naturschlumpf, Nat (nach der Rückverwandlung in einen Schlumpfling)                                         | Naturi, Nat (nach der Rückverwandlung in einen Schlumpfling)         |
| Sassette (im Comic ab ca. 1988, Les p'tits schtroumpfs) |                                                    | Schlumpfi, Sassette (T)                                                                                     | Sassette                                                             |
| Schtroumpf Mineur (ab 1992, Le Schtroumpf financier) |                                                    | Schürfi, der Bergmannschlumpf (T)                                                                           | Schürfi                                                              |

Weitere Hinweise: Die deutschen Benennungen sind auch innerhalb eines Verlags nicht eindeutig. So wird Schtroumpf gourmand in der Bastei-Übersetzung (1993) von La Schtroumpfette (1966) der „Bäckerschlumpf“ genannt. In den Kurzgeschichten von ca. 2000 heißt er wieder Feinschmeckerschlumpf. Schtroumpfette hieß in dieser Bastei-Übersetzung von 1993 wie im TV Schlumpfine, in den späteren Bastei-Abenteuern wie bei Kauka Schlumpfinchen.

## Spiel- und Sammelfiguren
Seit 1965 stellt die Schleich GmbH aus Schwäbisch Gmünd in Lizenz Spielfiguren der Schlümpfe aus Hartgummi her, ausgenommen der Zeitraum von 1975 bis 1977, als vorübergehend die Konkurrenzfirma Bully Lizenz und auch die Gussformen erwarb. Peyo war jedoch zunehmend unzufrieden mit dem Geschäftsgebaren von Bully und entzog dem schwäbischen Plastikpuppenfabrikanten nach einem langwierigen Rechtsstreit die Lizenz, sodass Schleich ab 1977 die Produktion von Schlumpffiguren wiederaufnahm und seit 1980 deren alleiniger Hersteller ist.
In den 1980er Jahren waren kleinere Schlümpfe die ersten Figuren, die als Sammelserien kinder-Überraschungseiern beigepackt wurden. Beide Formen der Figuren wurden in den 1990er Jahren zu Sammelobjekten. Ab 2000 gab es dann auch Sammelfiguren von McDonald’s sowie auch später Plüschtiere und Spielzeug im Happy Meal.

## Zeitschrift
Die erste eigens den blauen Wichteln gewidmete Zeitschrift in Deutschland erschien monatlich von Januar 1991 bis Januar 2002 bei Bastei, natürlich unter dem Titel „Die Schlümpfe“. Sie basierte ursprünglich auf dem belgischen Magazin „Schtroumpf“, brachte es aber mit 132 Nummern und zwei Sonderheften auf deutlich mehr Ausgaben als dieses. Inhaltlich vor allem eine Mischung aus Kurzcomics und Beschäftigungsseiten mit den Schlümpfen im Mittelpunkt, finden sich darin mitunter auch andere Arbeiten, die auf dem Werk von Peyo basieren, namentlich Neufassungen von Pierrot et la lampe unter dem Titel „Benny und die Lampe“.
Auch Panini brachte nicht nur mehrere Sticker-Alben mit den Schlümpfen auf den Markt, sondern ebenso von Ende 2005 bis August 2009 alle zwei Monate das Magazin „Schlumpf Mag“, mit marginalisiertem Comic-Anteil, dafür aber mit Gimmick.
Seit 2012 erscheint im Verlag Blue Ocean alle zwei Monate das Magazin die SCHLÜMPFE mit Comics, Rätseln, Malseiten und Spielen rund um die Bewohner von Schlumpfhausen. Das Magazin richtet sich hauptsächlich an Kinder zwischen vier und neun Jahren. 2015 gab es unter dem Titel Schlumpfine auch eine spezielle Ausgabe, die sich unmittelbar an Mädchen wandte und es auf vier Ausgaben brachte.

## Schlümpfe und Musik
Die eigentliche musikalische Laufbahn der Schlümpfe begann 1975 mit dem Soundtrack zum Kinofilm „Die Schlümpfe und die Zauberflöte“, der allerdings nur in Frankreich und Belgien auf Schallplatte erschien. Zehn Jahre zuvor hatte es jedoch bereits La Valse et La Marche des Schtroumpfs gegeben („Der Schlumpfwalzer“ und „Der Schlumpfmarsch“), Melodien zu den frühen Zeichentrickfilmen, die auch auf einer Single erschienen.
1977 erhielt der niederländische Komponist und Schlagersänger Pierre Kartner alias Vader Abraham den Auftrag, zu Werbezwecken ein Lied über die Schlümpfe zu schreiben, bei dem er sämtliche Gesangsparts selber sang, die der „Schlümpfe“ eingeschlossen, wofür die Tonlage seiner Stimme mittels Pitching elektronisch erhöht wurde – ein Verfahren, das seither für alle Songs mit Schlumpfbeteiligung üblich ist. Das Lied von Kartner unter dem Titel ’t Smurfenlied wurde zur bestverkauften Single in den Niederlanden 1977/78, sodass sehr bald verschiedene fremdsprachige Versionen folgten, in der Regel von Vader Abraham gesungen. Die deutsche Fassung, „Das Lied der Schlümpfe“, wurde 1978 ebenfalls ein großer Erfolg und belegte Platz 1 in den bundesdeutschen Single-Jahrescharts. Auch einige Nachfolge-Singles und die dazugehörige LP „Vader Abraham im Land der Schlümpfe“ konnten davon profitieren. Dem „Lied der Schlümpfe“ verdankt das Schlumpfdorf im Übrigen auch die Bezeichnung „Schlumpfhausen“, die bis dahin noch nicht vorgekommen war.
Nach demselben Prinzip wie „Das Lied der Schlümpfe“ – schlichte, eingängige Melodien mit ebenso einfachen Texten und vor allem „Schlumpfstimmen“ – folgten in den 80er-Jahren einige weitere LPs und Singles, nur zum Teil unter Mitwirkung von Kartner alias Abraham (z. B. „Hitparade der Schlümpfe“ 1980). Einen neuen Schub bekam diese Art von Schlumpfmusik ab 1995, wiederum ausgehend von den Niederlanden, durch die Infiltration der Techno-Szene. Programmatische Titel wie „Smurf the House“, „The Smurfs Go Pop“ oder auch „Tekkno ist cool“ wiesen den Weg: Zahllose Songs mit simplen, oft bewusst kindertauglichen Texten zu treibenden Beats griffen aktuelle Themen und Charthits auf und wurden „verschlumpft“, das heißt, durch „Schlumpfstimmen“ interpretiert. Das Ergebnis war mit zum Teil hohen Chartplatzierungen ebenso erfolgreich wie umstritten, die Grenzen der Coverversionen (z. B. des Unheilig-Hits „Geboren um zu leben“ als „Geboren um zu schlumpfen“) zwischen Parodie und Rip-off oftmals fließend. Letztlich kann man sagen, dass der Massenerfolg des Schlumpf-Techno nicht nur den Musikstil als solchen, sondern auch die Schlümpfe ein Stück weit in Misskredit brachte.
Alben

| Jahr | Titel                                            | Höchstplatzierung, Gesamtwochen/‑monate, AuszeichnungChartplatzierungen (Jahr, Titel, Platzierungen, Wochen/Monate, Auszeichnungen, Anmerkungen) | Höchstplatzierung, Gesamtwochen/‑monate, AuszeichnungChartplatzierungen (Jahr, Titel, Platzierungen, Wochen/Monate, Auszeichnungen, Anmerkungen) | Höchstplatzierung, Gesamtwochen/‑monate, AuszeichnungChartplatzierungen (Jahr, Titel, Platzierungen, Wochen/Monate, Auszeichnungen, Anmerkungen) | Höchstplatzierung, Gesamtwochen/‑monate, AuszeichnungChartplatzierungen (Jahr, Titel, Platzierungen, Wochen/Monate, Auszeichnungen, Anmerkungen) | Höchstplatzierung, Gesamtwochen/‑monate, AuszeichnungChartplatzierungen (Jahr, Titel, Platzierungen, Wochen/Monate, Auszeichnungen, Anmerkungen) | Anmerkungen                          |
| Jahr | Titel                                            | DE | AT | CH | UK | NL | Anmerkungen                          |
| ---- | ------------------------------------------------ | --- | --- | --- | --- | --- | ------------------------------------ |
| 1977 | In Smurfenland                                   | — | — | — | — | NL1 (23 Wo.)NL | mit Vader Abraham                    |
| 1978 | Vader Abraham im Land der Schlümpfe              | DE3 Platin · (34 Wo.)DE | AT3 (8 Mt.)AT | — | — | — | deutsche Version von In Smurfenland  |
| 1978 | Father Abraham in Smurfland                      | — | — | — | UK19 (11 Wo.)UK | — | englische Version von In Smurfenland |
| 1980 | Hitparade der Schlümpfe                          | DE1 Platin · (22 Wo.)DE | AT1 (3½ Mt.)AT | — | — | — |                                      |
| 1980 | Het smurfenfeest                                 | — | — | — | — | NL21 (6 Wo.)NL | De Smurfen                           |
| 1981 | Hitparade der Schlümpfe 2                        | DE1 Gold · (13 Wo.)DE | AT2 (1½ Mt.)AT | — | — | — |                                      |
| 1983 | Die neuesten Hits vom Land der Schlümpfe         | DE13 (5 Wo.)DE | AT17 (½ Mt.)AT | — | — | — |                                      |
| 1984 | Frohe Schlumpfen-Weihnacht                       | DE16 (10 Wo.)DE | — | — | — | — |                                      |
| 1986 | Die Super-Hitparade                              | — | — | CH22 (1 Wo.)CH | — | — |                                      |
| 1990 | Together Forever                                 | — | — | — | — | NL36 (13 Wo.)NL | Vader Abraham en De Smurfen          |
| 1995 | Ga je mee naar Smurfenland                       | — | — | — | — | NL1 ×2Doppelplatin · (47 Wo.)NL | Irene Moors & De Smurfen             |
| 1995 | Smurf the House                                  | — | — | — | — | NL2 Platin · (41 Wo.)NL | Irene Moors & De Smurfen             |
| 1995 | Tekkno ist Cool – Vol. 1                         | DE1 ×2Doppelplatin · (55 Wo.)DE | AT1 ×3Dreifachplatin · (27 Wo.)AT | CH6 Platin · (21 Wo.)CH | — | — |                                      |
| 1995 | Megaparty – Vol. 2                               | DE6 ×3Dreifachgold · (39 Wo.)DE | AT1 ×2Doppelplatin · (29 Wo.)AT | CH14 Platin · (17 Wo.)CH | — | — |                                      |
| 1995 | Smurfen Houseparty                               | — | — | — | — | NL3 Platin · (19 Wo.)NL | De Smurfen                           |
| 1996 | The Smurfs Go Pop                                | — | — | — | UK2 ×2Doppelplatin · (33 Wo.)UK | — | The Smurfs                           |
| 1996 | Alles Banane! – Vol. 3                           | DE2 ×3Dreifachgold · (42 Wo.)DE | AT1 ×2Doppelplatin · (22 Wo.)AT | CH3 Platin · (35 Wo.)CH | — | — |                                      |
| 1996 | Christmas Party                                  | — | — | — | UK8 Platin · (9 Wo.)UK | — | The Smurfs                           |
| 1996 | Party House Hits                                 | — | — | — | — | NL10 (12 Wo.)NL | De Smurfen                           |
| 1996 | Voll der Winter – Vol. 4                         | DE2 Platin · (19 Wo.)DE | AT1 Platin · (16 Wo.)AT | CH1 Platin · (20 Wo.)CH | — | — |                                      |
| 1996 | Surprise                                         | — | — | — | — | NL83 (4 Wo.)NL | De Smurfen                           |
| 1997 | The Smurfs Hits ’97 Vol. 1                       | — | — | — | UK2 Gold · (11 Wo.)UK | — | The Smurfs                           |
| 1997 | Balla Balla – Vol. 5                             | DE6 Gold · (19 Wo.)DE | AT1 Platin · (16 Wo.)AT | CH6 Gold · (23 Wo.)CH | — | — |                                      |
| 1997 | The Smurfs Go Pop Again                          | — | — | — | UK15 (7 Wo.)UK | — | The Smurfs                           |
| 1997 | Irre galaktisch! – Vol. 6                        | DE4 Gold · (22 Wo.)DE | AT2 Platin · (16 Wo.)AT | CH3 Platin · (21 Wo.)CH | — | — |                                      |
| 1998 | Greatest Hits                                    | — | — | — | UK28 (6 Wo.)UK | — | The Smurfs                           |
| 1998 | Fette Fete! – Vol. 7                             | DE2 Gold · (21 Wo.)DE | AT1 Gold · (16 Wo.)AT | CH4 Gold · (22 Wo.)CH | — | — |                                      |
| 1998 | Feest!                                           | — | — | — | — | NL15 (12 Wo.)NL | De Smurfen                           |
| 1998 | Oh, du Schlumpfige! – Vol. 8                     | DE16 (5 Wo.)DE | AT9 Gold · (8 Wo.)AT | CH13 (5 Wo.)CH | — | — |                                      |
| 1999 | Super Sommer – Vol. 9                            | DE6 (14 Wo.)DE | AT2 (17 Wo.)AT | CH9 (12 Wo.)CH | — | — |                                      |
| 1999 | Jetzt knallt’s – Vol. 10                         | DE15 Gold · (13 Wo.)DE | AT4 Gold · (17 Wo.)AT | CH10 (15 Wo.)CH | — | — |                                      |
| 2000 | Total abgespaced! – Vol. 11                      | DE3 (8 Wo.)DE | AT2 Gold · (12 Wo.)AT | CH10 (8 Wo.)CH | — | — |                                      |
| 2000 | Eiskalt erwischt! – Vol. 12                      | DE16 Gold · (10 Wo.)DE | AT3 Gold · (13 Wo.)AT | CH19 (14 Wo.)CH | — | — |                                      |
| 2001 | 3,2,1 Smurfenhits!                               | — | — | — | — | NL8 (9 Wo.)NL | De Smurfen                           |
| 2001 | Die Fette 13!                                    | DE30 (8 Wo.)DE | AT7 Gold · (15 Wo.)AT | CH26 (4 Wo.)CH | — | — |                                      |
| 2001 | Top of the Smurfs                                | — | — | — | — | NL55 (2 Wo.)NL | De Smurfen                           |
| 2002 | Wir singen Hey Ho! – Vol. 14                     | DE13 (15 Wo.)DE | AT4 (16 Wo.)AT | CH41 Gold · (6 Wo.)CH | — | — |                                      |
| 2003 | Schlumpfhausen sucht den Superschlumpf – Vol. 15 | DE22 Gold · (13 Wo.)DE | AT5 (14 Wo.)AT | CH25 (8 Wo.)CH | — | — |                                      |
| 2004 | Schabernack im Schlumpfen-Schloss – Vol. 16      | DE24 (13 Wo.)DE | AT13 (16 Wo.)AT | CH32 (9 Wo.)CH | — | — |                                      |
| 2005 | Hokus Pokus Schlumpfibus! – Vol. 17              | DE81 (3 Wo.)DE | AT24 (15 Wo.)AT | CH57 (7 Wo.)CH | — | — |                                      |
| 2008 | Wij zijn de smurfen!                             | — | — | — | — | NL3 Gold · (20 Wo.)NL | De Smurfen                           |
| 2008 | Wij gaan naar Smurfenland!                       | — | — | — | — | NL24 (6 Wo.)NL | De Smurfen                           |
| 2011 | Wij willen Smurfen                               | — | — | — | — | NL4 Gold · (18 Wo.)NL | De Smurfen                           |
| 2011 | Die Hits der Schlümpfe                           | DE25 (15 Wo.)DE | AT36 (15 Wo.)AT | CH36 (19 Wo.)CH | — | — |                                      |
| 2012 | Wij houden van de smurfen                        | — | — | — | — | NL6 (4 Wo.)NL | De Smurfen                           |
| 2012 | Winterpret met de Smurfen                        | — | — | — | — | NL97 (2 Wo.)NL | De Smurfen                           |
| 2012 | Die Hits der Schlümpfe Vol. 2                    | DE45 (4 Wo.)DE | — | CH62 (2 Wo.)CH | — | — |                                      |
| 2017 | Das verschlumpfte Album                          | DE31 (6 Wo.)DE | AT27 (6 Wo.)AT | — | — | — |                                      |

grau schraffiert: keine Chartdaten aus diesem Jahr verfügbar

## Musical
In 2025 kamen die Schlümpfe als Familienmusical auf die Bühne. Die Uraufführung fand am 27. März 2025 im Congress Center Ramstein in Ramstein-Miesenbach statt. Die Musik zu Die Schlümpfe – das Musical stammt von Francesco Cottone. Buch und Liedtexte schrieb Jan Schuba.

## Philatelistisches
Mit dem Erstausgabetag 1. September 2022 gab die Deutsche Post AG in der Serie Helden der Kindheit ein Postwertzeichen im Nennwert von 85 Eurocent mit einer Abbildung der Schlümpfe heraus. Der Entwurf stammt von der Grafikerin Jennifer Dengler aus Bonn.

## Sonstiges
Außerdem finden sich Anspielungen auf die blaue Farbe in Namensgebungen wie z. B. Schlumpfeis.

## Dokumentarfilm
- Die Schlümpfe – Grüße vom blauen Planeten (Bons baisers de la planète Schtroumpf). 52 Min. Regie: Jean-Marc Panis. Belgien 2018.[30]